# Johanna Dahl
Johanna Dahl, född John 1761, död 1819, var en finländsk grosshandlare.

## Biografi
Johanna Dahl var dotter till sadelmakaren Niklas John och Margareta Richter och gifte sig 1794 med redaren och grosshandlaren Johan Dahl (d. 1808). Efter sin makes död övertog hon hans företag. Under flera år var hon den enda kvinnan i Åbo som drev grosshandel. 